# Ластово
Ластово (хорв. Lastovo, італ. Lagosta, лат. Augusta Insula, грец. Ladestanos) — хорватський острів в Адріатичному морі поблизу узбережжя Далмації. На острові розташоване однойменне місто Ластово. 

Мапа острову Ластово

Острів оточений 46-ма невеликими островами, які спільно з головним островом утворюють архіпелаг Ластово. З одним із цих острівців — Прежба (Prežba), на якому розташованеє невелике село, Ластово з'єднаний мостом. Решта островів архіпелагу є нежилими. Острів Ластово оголошений природним парком.
Площа острова Ластово — 46,87 км², довжина берегової лінії — 46,4 км. Чисельність населення острова — 835 осіб (2001). 
Найбільше поселення на острові — місто Ластово (451 особа). Острів Ластово досить сильно віддалений від берега та від решти островів у порівнянні з іншими островами архіпелагу. Найближчий острів Корчула знаходиться на відстані 13 км північніше. Ластово сполучений регулярними поромними переправами з континентальним містом Сплітом, а також з островами Хвар та Корчула.
В силу своєї віддаленості від берега і невеликих розмірів, Ластово користується меншою увагою туристів, ніж інші острови Адріатики. Хоча саме через свою віддаленість на острові з'явилися й успішно дожили до наших днів оригінальні звичаї та фольклорні вистави.

## Історія
Острів був заселений починаючи з доби неоліта, що довели археологічні розкопки в печері Рача на південному сході острова. У IV столітті до н. е. греки заснували на Ластово колонію, яка залежна від Сиракуз. В III столітті до н. е. Ластово разом з усією Іллірією перейшов під контроль Риму.
У VIII столітті на острів, як і на решту далматинського узбережжя, прийшли слов'янські племена. В 998 році венеційці розорили Ластово в ході своїх морських операцій проти далматинських піратів. 
В 1252 році Ластово увійшов до складу Рагузької республіки, де користувався певною автономією. На відміну від більшості далматинських островів, які в 1420 році перейшли під контроль венеційців, Ластово залишався у складі Рагузької республіки аж до її падіння в XIX столітті, за винятком короткого періоду 1602—6 років, коли на острові спалахнуло повстання проти обмеження Рагузою острівної автономії, і повсталі закликали на допомогу венеційців.
Віддаленість острова і нечисленність його населення зробили його мішенню для частих набігів піратів, від яких острів сильно потерпав, і які тривали аж до XVIII століття.
В 1806 році наполеонівські війська зайняли Дубровницьку республіку і долучили її територію, в тому числі і Ластово, до французької імперії.
Після закінчення наполеонівських воєн у 1815 році острів разом з далматинським узбережжям відійшов Австрії.
У 1920 році після короткочасної окупації Ластово відійшов італії згідно з Рапальським договіром, і в складі Італії острів перебував до Другої світової війни. Після її завершення Ластово стало частиною Югославії. За СФРЮ на Ластово, як і на острові Вис, була побудована військово-морська база, після чого його відвідування іноземцями було заборонено. Заборону було знято лише в 1989 році, за рік до розпаду Югославії, після якого острів став частиною незалежної Республіки Хорватії.

## Пам'ятки

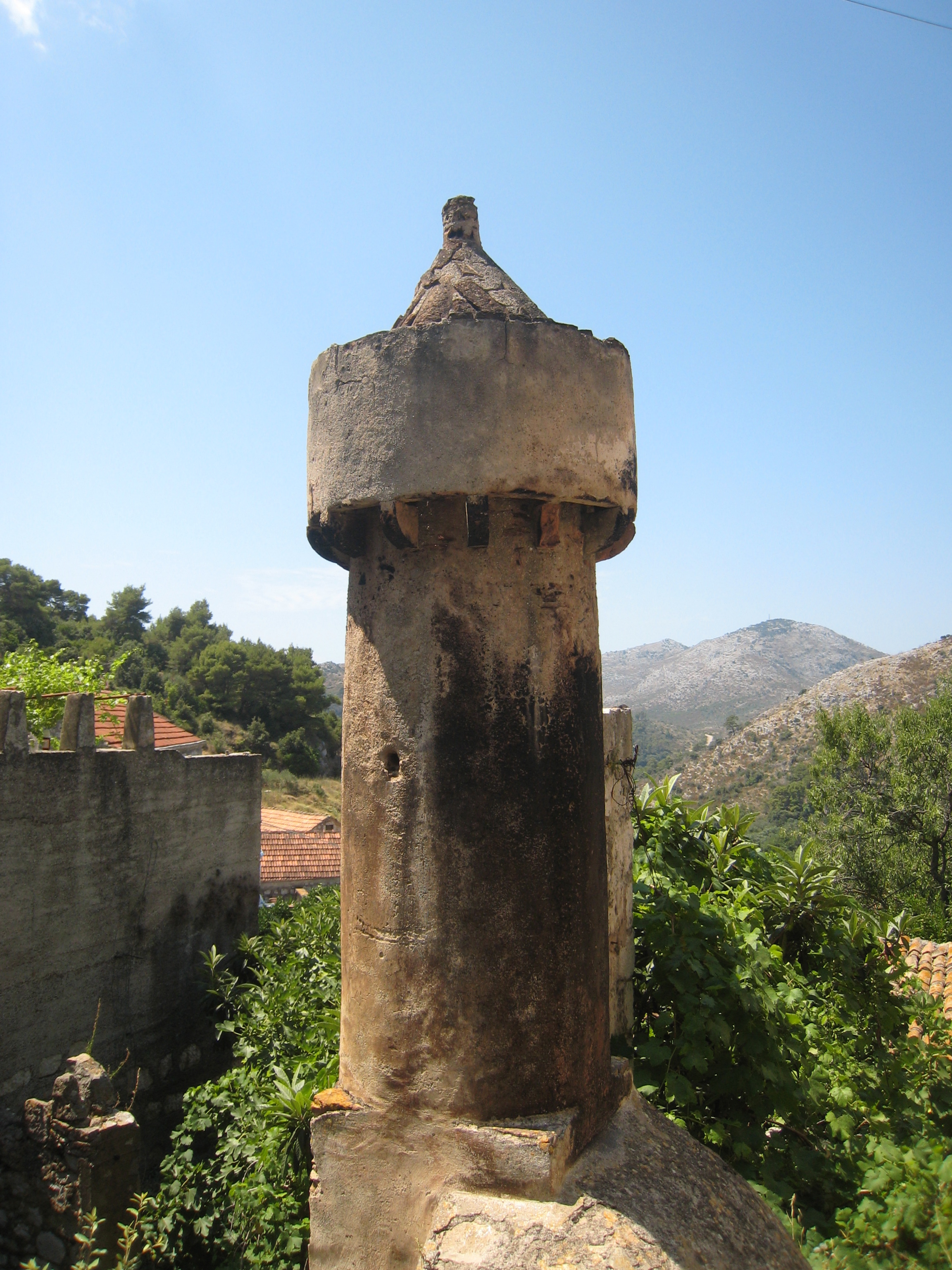
Фумарі

- Ластово — невелике місто біля підніжжя гори. Собор св. Косьми і Даміана, побудований в XIV столітті, але з тих пір багато разів перебудовувався. Крім собору в місті є ще кілька старовинних церков.
- Однією з головних визначних пам'яток острова є фольклорне свято Поклад. В ході свята, що триває подеколи протягом усієї ночі, разом з ходою в традиційних костюмах та іншими звичайними для фольклорного свята елементами, відбувається досить незвичайна церемонія — розряджену ляльку під гуркіт петард спускають на мотузці з гори, що нависає над містом Ластово, а потім спалюють. Звичай має історичне походження — під час одного з численних піратських набігів на далматинські острова на Ластово був посланий один з піратів зі звісткою про наближення піратського флоту і пропозицією жителям здатися. Проте після палких молитов городян св. Георгію раптова буря знищила флот піратів, а їх посланця жителі спустили з гори на мотузці.
- Характерною рисою острівної архітектури є т. зв. фумарі — оригінальні димарі, схожі на мінарети. Традиція будівництва фумарів з'явилася на острові з XVII століття і відтоді кожен місцевий житель намагається зробити свій фумар якомога більш незвичайним і незабутнім.